# Heteropoda robusta
Heteropoda robusta este o specie de păianjeni din genul Heteropoda, familia Sparassidae, descrisă de Fage în anul 1924. Conform Catalogue of Life specia Heteropoda robusta nu are subspecii cunoscute.